# Ivan Tlášek
Ivan Tlášek (25. června 1951, Praha – 26. června 2023) byl český akademický sochař působící zejména v jižních Čechách. Tvořil vlastní sochy, proslul však zejména restaurováním, obnovou a tvorbou replik historických děl ve veřejném prostoru po roce 1989. Velká část zakázek se týkala sakrálních soch v Českých Budějovicích. Žil v Libníči u Českých Budějovic, kde měl ateliér.

## Seznam díla v Českých Budějovicích
Seznam není kompletní.
| Objekt                                       | Obrázek                        | Umístění                  | Činnost                         | Datum | Galerie                                                                        | Popis, zdroje |
| -------------------------------------------- | ------------------------------ | ------------------------- | ------------------------------- | ----- | ------------------------------------------------------------------------------ | --- |
| Centrální kříž (Q105762044)                  | kříž                           | hřbitov sv. Otýlie        | příprava kříže                  | 1993  | Kategorie „Chlapec se žábou“ na Wikimedia Commons                              | Společný projekt Jana Mikeše a Ivana Tláška. |
| Chlapec se žábou (Q112081179)                | Chlapec se žábou               | Sady Železná panna        | příprava repliky                | 2002  | Kategorie „Centrální kříž (hřbitov svaté Otýlie)“ na Wikimedia Commons         | Socha na fontáně financované stavitelem baronem Karlem Schwarzem. Vytvořena replika, originál umístěn v zahrádce Železné panny.                     |
| sv. Jan Nepomucký (Q36859589)                | socha svatého Jana Nepomuckého | kostel svaté Rodiny       | restaurování                    | 2004  | Kategorie „Statue of John of Nepomuk (Senovážné náměstí)“ na Wikimedia Commons | Socha od Leopolda Huebera z roku 1773. |
| Mariánské sousoší (Q26868394)                | Mariánské sousoší              | Mariánské náměstí         | restaurování, vytvoření repliky | 1991  | Kategorie „Mariánské sousoší (České Budějovice)“ na Wikimedia Commons          | Dílo Josefa Dietricha z roku 1716, socha nahrazeny replikami, originály přesunuty do lapidária v Borovanech.                                        |
| Moudrost 27916/3-636 (PkMIS) (Q98776153)     | Moudrost                       | radnice                   | příprava repliky                |       | Kategorie „Čtyři alegorické postavy ctností“ na Wikimedia Commons              | Dietrichova socha (1730) z cyklu 4 alegorické postavy ctností, nahrazena replikou, originál umístěn do budovy radnice.                              |
| Opatrnost 27916/3-636 (PkMIS) (Q98776153)    | Opatrnost                      | radnice                   | příprava repliky                |       | Kategorie „Čtyři alegorické postavy ctností“ na Wikimedia Commons              | Též označována jako Věrnost. Dietrichova socha (1730) z cyklu 4 alegorické postavy ctností, nahrazena replikou, originál umístěn do budovy radnice. |
| Samsonova kašna (Q6848354)                   | Samsonova kašna                | nám. Přemysla Otakara II. | příprava repliky                |       | Kategorie „Samsonova kašna (České Budějovice)“ na Wikimedia Commons            | Vytvoření replik soch, originály umístěny na nádvoří radnice.                                                                                       |
| Spravedlnost 27916/3-636 (PkMIS) (Q98776153) | Spravedlnost                   | radnice                   | příprava repliky                |       | Kategorie „Čtyři alegorické postavy ctností“ na Wikimedia Commons              | Dietrichova socha (1730) z cyklu 4 alegorické postavy ctností, nahrazena replikou, originál umístěn do budovy radnice.                              |
| Statečnost 27916/3-636 (PkMIS) (Q98776153)   | Statečnost                     | radnice                   | příprava repliky                |       | Kategorie „Čtyři alegorické postavy ctností“ na Wikimedia Commons              | Též označována jako Síla. Dietrichova socha (1730) z cyklu 4 alegorické postavy ctností, nahrazena replikou, originál umístěn do budovy radnice.    |